# Frederick Holman

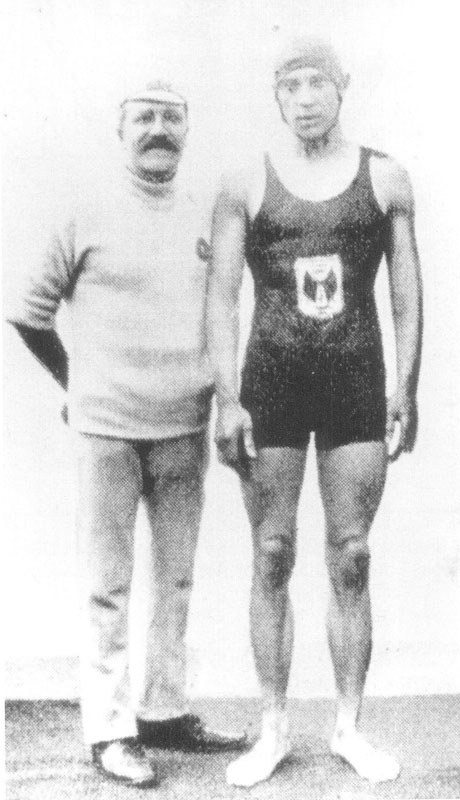
Frederick Holman (rechts) mit einem Trainer

Frederick Holman (* 9. Februar 1883 in Dawlish; † 23. Januar 1913 in Exeter) war ein britischer Schwimmer.
Er gewann bei den Olympischen Spielen 1908 in London über 200 m Brust die Goldmedaille. Gleichzeitig stellte er in 3:09,2 Minuten einen neuen Weltrekord auf. 1913 starb Holman im Alter von 27 Jahren an Typhus. Er hatte sich diese Infektionskrankheit in den Schwimmbädern von Exeter geholt. 1988 wurde er in die Ruhmeshalle des internationalen Schwimmsports aufgenommen.